# Laguna Dulce
A Laguna Dulce é um lago localizado na Guatemala. Localiza-se no departamento de Retalhuleu, município de San Andrés Villa Seca.